# Daniel Chávez
Daniel Chávez Castillo (Callao, 8 januari 1988) is een Peruviaanse voetballer die sinds 2013 bij CD Universidad César Vallejo speelt.

## Carrière

### Jeugd
Daniel Chávez begon zijn opleiding in zijn geboorteland Peru bij Academia Deportiva Cantolao. De vinnige aanvaller viel op met zijn dribbels en speelde zich in de belangstelling van enkele voetbalscouts. Hij werd regelmatig vergeleken met zijn landgenoot Paolo Guerrero. Na het WK -17 kreeg Chávez een aanbod van zowel Club Brugge als PSV Eindhoven. Hij had een voorkeur voor de Nederlandse club, maar tekende uiteindelijk toch een contract bij Club Brugge.

### België
De 18-jarige aanvaller belandde in 2006 in België, bij Club Brugge, waar hij aanvankelijk veel last had van heimwee. Chávez mocht soms meespelen met het eerste elftal, maar werkte het grootste deel van het seizoen af bij de beloften. Pas tijdens het seizoen 2008/09 kreeg de Peruviaan iets vaker een kans om zich te bewijzen. Het was trainer Jacky Mathijssen die hem regelmatig opstelde. Het jaar nadien werd Mathijssen vervangen door Adrie Koster, waardoor Chávez opnieuw naast het elftal viel. In de zomer van 2010 ruilde hij Club Brugge in voor KVC Westerlo. Bij Westerlo kreeg hij meer speelkansen maar de Peruviaan kwam maar drie keer tot scoren.

### Oțelul Galați
Sinds het seizoen 2011-2012 komt Chávez uit voor Oțelul Galați, een Roemeense club die het seizoen daarvoor landskampioen werd. Daardoor is Chávez samen met zijn club zeker van deelname aan de groepsfase van de Champions League. 

### Universidad  César Vallejo
Sinds het seizoen 2013-2014 komt Chávez uit voor Universidad  César Vallejo.

## Statistieken
| Seizoen | Club                      | Land     | Competitie       | Wed. | Dlp. |
| ------- | ------------------------- | -------- | ---------------- | ---- | ---- |
| 2006/07 | Club Brugge               | België   | Jupiler League   | 3    | 1    |
| 2007/08 | Club Brugge               | België   | Jupiler League   | 7    | 0    |
| 2008/09 | Club Brugge               | België   | Jupiler League   | 16   | 4    |
| 2009/10 | Club Brugge               | België   | Jupiler League   | 6    | 2    |
| 2010/11 | KVC Westerlo              | België   | Jupiler League   | 24   | 3    |
| 2010/11 | KVC Westerlo              | België   | Play-Off II A    | 1    | 0    |
| 2011/12 | Oțelul Galați             | Roemenië | Liga 1           | 0    | 0    |
| 2012/12 | Unión Comercio            | Peru     | Primera División | 38   | 11   |
| 2013/14 | Universidad César Vallejo | Peru     | Primera División | 7    | 2    |
| 2014/15 | Universidad César Vallejo | Peru     | Primera División | 0    | 0    |
| 2015/16 | Universidad César Vallejo | Peru     | Primera División | 0    | 0    |
| Totaal  |                           |          |                  | 95   | 21   |

- Dit zijn enkel competitiewedstrijden.